# Дондуковская
Дондуко́вская (адыг. Дондуковскэр, Хьаджэмыкъохьабл) — станица в Гиагинском районе Республики Адыгея.
Административный центр Дондуковского сельского поселения.

## География

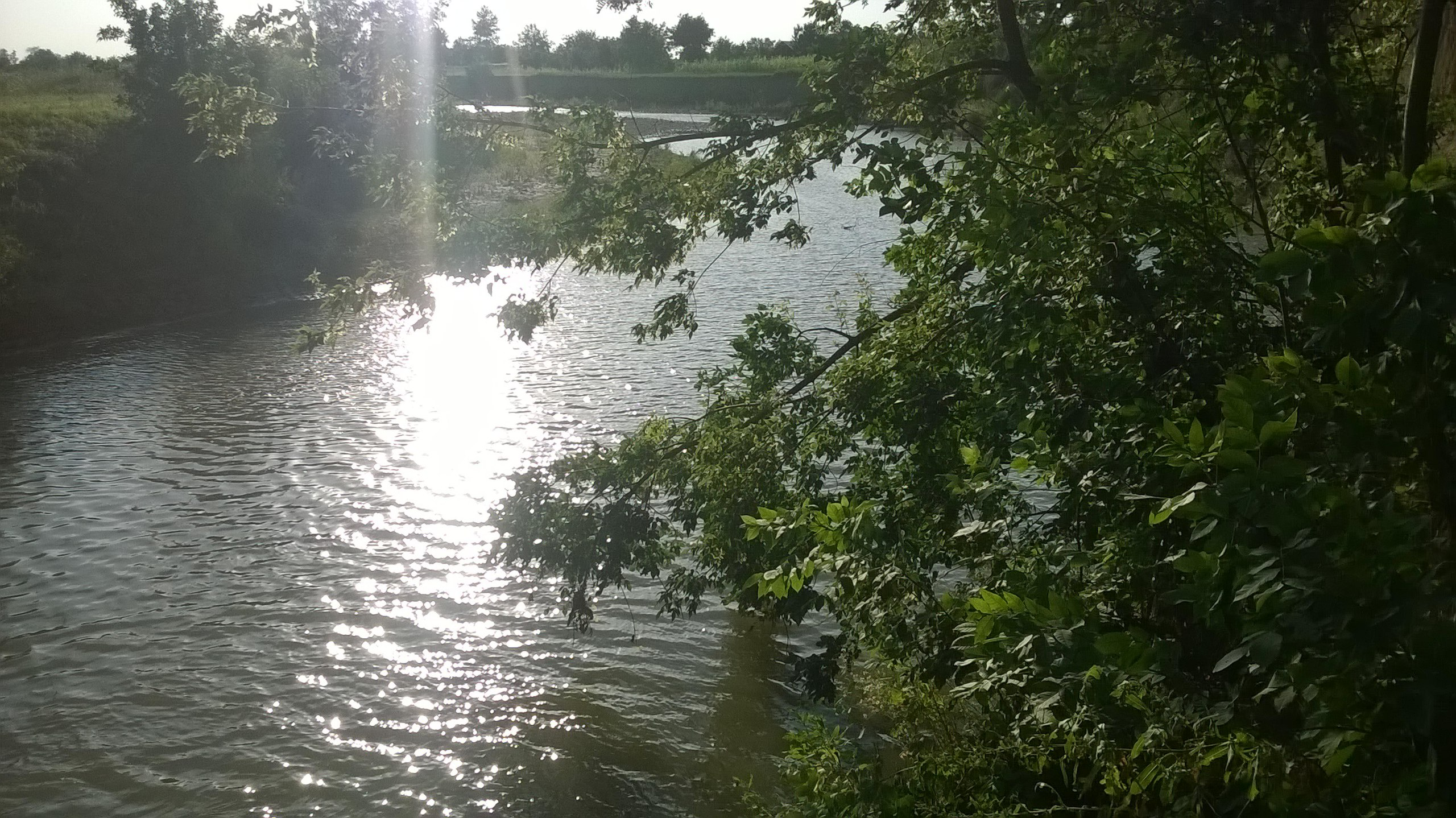
Река Фарс в пределах станицы Дондуковской

Станица расположена в восточной части Гиагинского района, в междуречье рек Фарс и Чехрак. Находится в 20 км к востоку от районного центра станицы Гиагинская и в 49 км к северо-востоку от города Майкопа.
Вдоль северной окраины станицы расположена железнодорожная станция Дондуковская, функционирующая на линии Армавир II — Туапсе Северо-Кавказской железной дороги.
Ближайшие населённые пункты: Красный Фарс и Дружба на севере, Комсомольский и Нечаевский на востоке, Сергиевское на юге, Прогресс и Красный Хлебороб на западе и Вольно-Весёлый на северо-западе.
Площадь территории станицы составляет — 13,98 км2, на которые приходятся 10,89 % от общей площади сельского поселения.
Населённый пункт расположен на Закубанской наклонной равнине, в переходной от равнинной в предгорную зоне республики. Средние высоты на территории станицы составляют около 145 метров над уровнем моря. Рельеф местности представляет собой в основном волнистые равнины, имеющей общий уклон с юго-запада на северо-восток. Положительные формы рельефа представлены курганными и холмистыми возвышенностями. Долины рек изрезаны балками и понижениями.
Гидрографическая сеть представлена реками Фарс, Чехрак и различными малыми ручьями и каналами. Также имеются множество водоёмов искусственного и естественного происхождений, наиболее крупные из которых расположены к юго-западу от станицы.
Климат мягкий умеренный, с жарким летом и прохладной зимой. Среднегодовая температура воздуха положительная и составляет +11,5°С. Среднемесячная температура воздуха в июле достигает +23,0°С. Среднемесячная температура января составляет 0°С. Среднегодовое количество осадков составляет 720 мм. Основная часть осадков выпадает в период с мая по июль.

## История

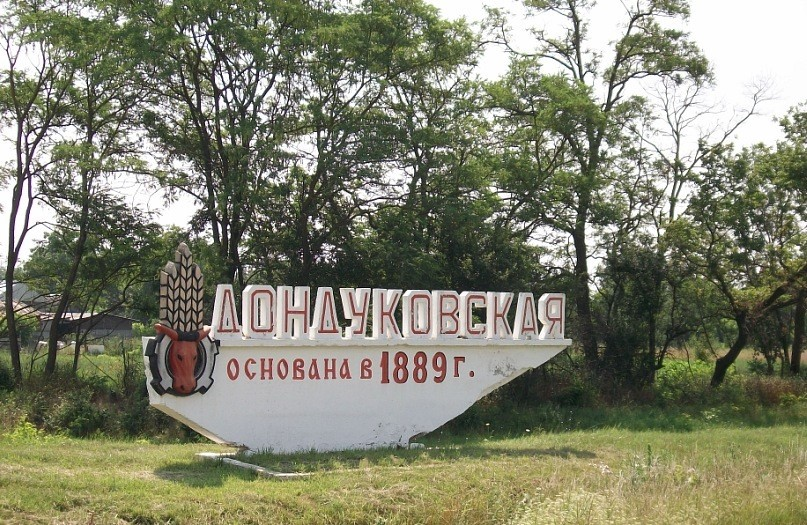
Стелла на въезде в станицу Дондуковскую

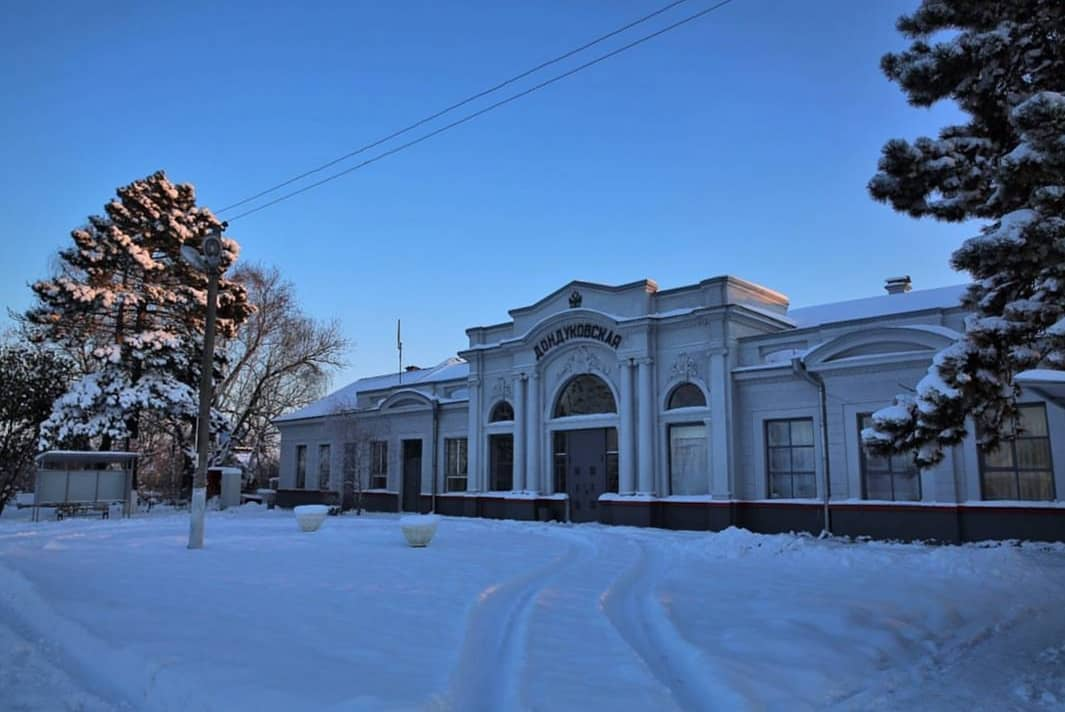
Станция Дондуковская

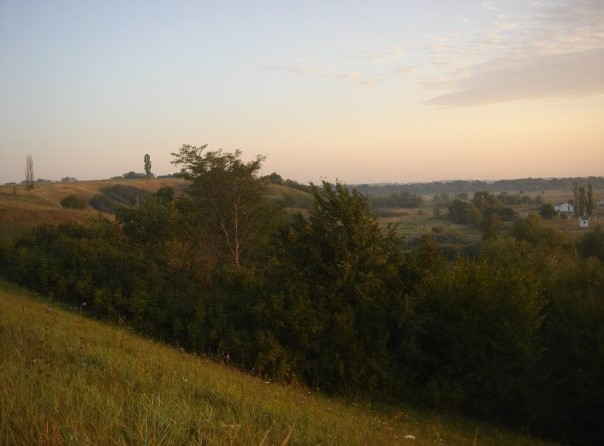
Окрестности станицы Дондуковской

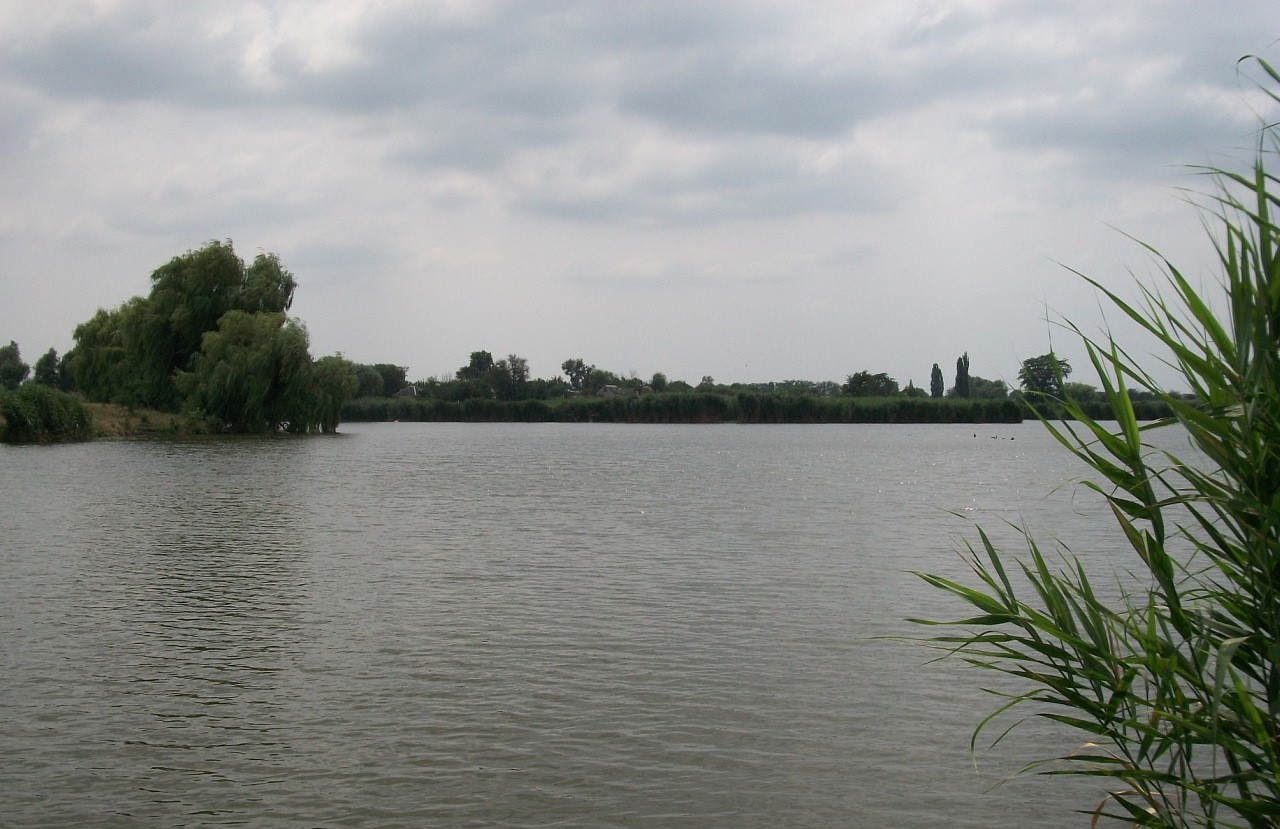
Одна из запруд у станицы Дондуковской

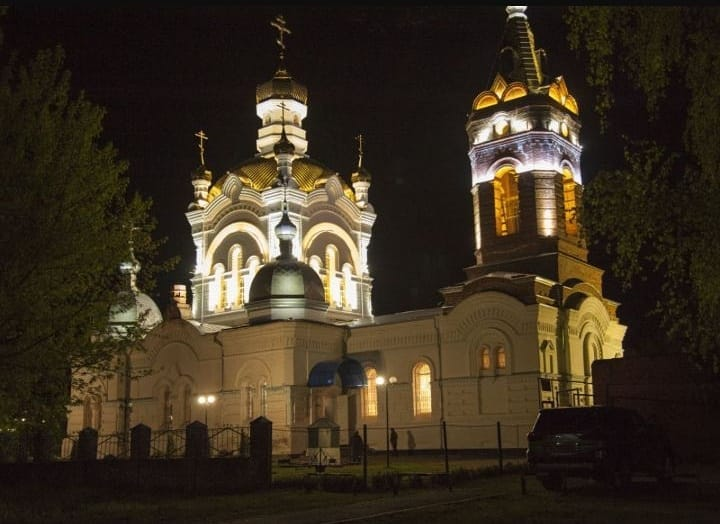
Свято-Ильинский храм

До основания станицы, на её месте располагался черкесский аул Хаджемукохабль, который был заброшен в ходе мухаджирства.
Станица Дондуковская была основана в 1889 году. Вопрос рассматривался на Государственном совете, решение которого было утверждено Императором 13 июня 1889 года. В нём, в частности, предлагалось Кубанскому казачьему войску «собрать всех желающих отставных солдат в одно поселение, в районе нижнего течения реки Фарса на равнинных плодородных землях, площадью 12 862 десятины».
Кубанское областное правление указами от 28 августа 1889 года и 10 января 1890 года, определило образовать на указанном участке земли станицу Дондуковскую с поселением в ней отставных нижних чинов, служивших на Кавказе и проживавших в солдатских слободках: Прочноокопской, Темнолесской, Шедоке, Григорьевской, Крымской и при станице Абинской с зачислением этих лиц в казачье сословие. Название станице было дано в честь главноначальствующего гражданской частью на Кавказе, а затем командующего Кавказским военным округом, генерал-адъютанта князя Александра Михайловича Дондукова-Корсакова, инициатора решения вопроса об отставных солдатах Кавказской армии.
В начале XX века население Дондуковской продолжило быстро увеличиваться, благодаря переселенцам из центральных губерний Российской империи. К 1914 году в станице насчитывалось 1247 дворов при населении в 11840 душ обоего пола. Однако в ходе Гражданской войны население станицы резко упало.
До 1924 года входила в состав Майкопского отдела Кубанской области. В 1924—1928 годах была административным центром Дондуковского района, после упразднения которого была передана в состав Майкопского района, а затем в состав новообразованного Гиагинского района.

## Население
| 1959  | 1979  | 1989  | 2002  | 2010  | 2013  | 2014  |
| ----- | ----- | ----- | ----- | ----- | ----- | ----- |
| 8280  | ↘6815 | ↘6295 | ↗6605 | ↘6603 | ↘6538 | ↘6530 |
| 2015  | 2016  | 2017  | 2018  | 2019  | 2020  | 2021  |
| ↗6573 | ↘6554 | ↗6616 | ↗6636 | ↗6648 | ↗6749 | ↘6463 |
| 2023  | 2024  |       |       |       |       |       |
| ↘6445 | ↗6482 |       |       |       |       |       |

Плотность — 463.66 чел./км2.
Национальный состав
По данным Всероссийской переписи населения 2010 года:
| Народ   | Численность, чел. | Доля от всего населения, % |
| ------- | ----------------- | -------------------------- |
| русские | 5 568             | 84,3 %                     |
| армяне  | 528               | 8,0 %                      |
| цыгане  | 115               | 1,7 %                      |
| адыги   | 90                | 1,4 %                      |
| грузины | 68                | 1,0 %                      |
| другие  | 234               | 3,6 %                      |
| всего   | 6 603             | 100 %                      |

Мужчины — 3 028 чел. (45,9 %). Женщины — 3 575 чел. (54,1 %).
По данным Всероссийской переписи 2021 года:
| Народ             | Численность, чел. | Доля от всего населения, % |
| ----------------- | ----------------- | -------------------------- |
| русские           | 5 499             | 85,09 %                    |
| армяне            | 465               | 7,19 %                     |
| цыгане            | 184               | 2,85 %                     |
| грузины           | 63                | 0,97 %                     |
| адыги             | 62                | 0,96 %                     |
| другие/не указано | 190               | 2,94 %                     |
| всего             | 6 463             | 100 %                      |

## Образование
- Детский сад № 10 «Малышок»
- Детский сад № 11 «Василёк»
- Детский сад № 14 «Теремок»
- Средняя общеобразовательная школа № 9
- Средняя общеобразовательная школа № 10 имени Ф. И. Антонца
- Детская школа искусств
- Сельскохозяйственный техникум

## Здравоохранение
- Участковая больница — ул. Больничная, 18.
- Фельдшерско-акушерский пункт.

## Культура
- Дондуковский Дом Культуры, с 19 клубными формированиями — ул. Ленина, 145.

## Религия
- Свято-Ильинский храм — ул. Ленина, 169.

## Уличная сеть
Улицы
| Б. Локшиной     |
| Баноковская     |
| Больничная      |
| Восточная       |
| Выгонная        |
| Гагарина        |
| Железнодорожная |
| Кирова          |
| Клубная         |
| Колхозная       |
| Коммунальная    |
| Комсомольская   |
| Ленина          |
| Ломоносова      |
| Матросова       |

| Мостовая      |
| Набережная    |
| Односторонняя |
| Октябрьская   |
| Партизанская  |
| Первомайская  |
| Пионерская    |
| Плодоовощная  |
| Победы        |
| Полевая       |
| Почтовая      |
| Привокзальная |
| Пролетарская  |
| Прямая        |

| Р. Люксембург |
| Революционная |
| Реуса         |
| Речная        |
| Северная      |
| Советская     |
| Тамарчина     |
| Татарченко    |
| Ф. Антонец    |
| Фрунзе        |
| Шевченко      |
| Школьная      |
| Элеваторная   |
| Рыбалко       |
| Я. Кучеренко  |

Переулки
| Западный   |
| Кирпичный  |
| Моздокский |

| Первомайский |
| Рыбалко      |
| Таманский    |

| Тихий    |
| Урупский |
| Фарсовый |

## Известные уроженцы
Родившиеся в Дондуковской
- Пасюков Владимир Алексеевич (1925—1967) — Герой Советского Союза, лишенный звания в 1949 году.